# گایزنفلد
شهر گایزنفلددر ایالت بایرن در کشور آلمان واقع شده‌است.